# ロルフ・ケント
ロルフ・ケント（Rolfe Kent、1963年4月18日 - ）は、イギリスのイングランド出身の作曲家。主にコメディ映画でその才能を存分に生かしている。
12歳のときに映画音楽の仕事に就くことを決めたが、特に音楽の勉強を受けてはおらず、バンド活動をしていた。その後、テレビドラマや舞台の仕事を経て、映画音楽の世界へと足を入れる。
アレクサンダー・ペイン監督作品の音楽を現在のところすべて手掛けており、ジャズの要素をふんだんに取り入れた『サイドウェイ』のスコアでゴールデングローブ賞の候補になった。

## 主なフィルモグラフィ
- 『ヴァージン・フライト』 - The Theory of Flight (1998年)
- 『ハイスクール白書 優等生ギャルに気をつけろ!』 - Election (1999年)
- 『ガンシャイ』 - Gun Shy (2000年)
- 『ベティ・サイズモア』 - Nurse Betty (2000年)
- 『フォルテ』 - Town & Country (2001年)
- 『キューティ・ブロンド』 - Legally Blonde (2001年)
- 『ニューヨークの恋人』 - Kate & Leopold (2001年)
- 『アバウト・シュミット』 - About Schmidt (2002年)
- 『キューティ・ブロンド/ハッピーMAX』 - Legally Blonde 2: Red, White & Blonde (2003年)
- 『フォーチュン・クッキー』 - Freaky Friday (2003年)
- 『ミーン・ガールズ』 - Mean Girls (2004年)
- 『サイドウェイ』 - Sideways (2004年)
- 『ウェディング・クラッシャーズ』 - Wedding Crashers (2005年)
- 『恋人はゴースト』 - Just Like Heaven (2005年)
- 『男を変える恋愛講座』 - Failure to Launch (2006年)
- 『サンキュー・スモーキング』 - Thank You for Smoking (2006年)
- 『ハンティング・パーティ』 - The Hunting Party (2007年)
- 『再会の街で』 - Reign Over Me (2007年)
- 『セックス・カウントダウン』 - Sex and Death 101 (2007年)
- 『ヤギと男と男と壁と』 - The Men Who Stare at Goats (2009年)
- 『キス&キル』 - Killers (2010年)
- 『ヤング≒アダルト』 - Young Adult (2011年)
- 『モネ・ゲーム』 - Gambit (2012年)
- 『とらわれて夏』 - Labor Day (2013年)
- 『バッドガイ 反抗期の中年男』 - Bad Words (2013年)
- 『ドム・ヘミングウェイ』 - Dom Hemingway (2013年)
- 『ヴァンパイア・アカデミー』 - Vampire Academy (2014年)
- 『ホームメイト!』 - Crash Pad (2017年)
- 『ダウンサイズ』 - Downsizing (2017年)[1]
- 『名探偵ティミー』 - Timmy Failure: Mistakes Were Made (2020年)
- 『ヒーズ・オール・ザット』 - He's All That (2021年)